# Любовский, Леонид Зиновьевич
Леонид Зиновьевич Любовский (24 февраля 1937, Каменка, Киевская область, УССР, ныне Черкасская область — 10 сентября 2021, Казань) — композитор, профессор Казанской государственной консерватории имени Назиба Жиганова, заслуженный деятель искусств Российской Федерации (1996) и Татарстана, лауреат Государственной премии Российской Федерации (2005 год)
Автор опер, симфоний, многочисленных инструментальных и вокальных произведений.

## Биография
Родился 24 февраля 1937 года в городе Каменка Черкасской области.
После окончания Львовского музыкального училища получил образование в Казанской государственной консерватории в 1967 году. Композицию изучал в Казанской государственной консерватории у профессоров А. Лемана (специальность), Г. Литинского (контрапункт), Н. Жиганова (инструментовка).
В 1967—1985 годах — преподаватель, с 1985 года — доцент, затем с 2000 года — профессор Казанской консерватории.
Был женат, имел двух сыновей (Владимир и Любомир — от первого брака) и дочь Ольгу.

## Творчество
Л. З. Любовский — композитор, автор опер, симфоний, многочисленных инструментальных и вокальных произведений.
Его сочинения исполнялись в Москве, Санкт-Петербурге, Казани, Саратове, Нижнем Новгороде, Томске, Хабаровске, Владивостоке, Чебоксарах…, а также в Украине, США, Японии, Германии, Словакии, Болгарии, Польше, Италии, Испании, Новой Зеландии, Израиле, Литве, Эстонии, Молдавии…
- Опера «Праздник святого Иоргена» (по повести (Г. Бергстеда, 1967)
- Опера «Каменный властелин» (по драме Леси Украинки, 1973)
- Опера «Незнайка в Солнечном городе» (дет., 1973)
- Балет «Сказание о Йусуфе» (по поэме Кул Гали «Кысса-и Йусуф», 2002)
- Балет «Стойкий оловянный солдатик» (2012)
- Балет «Жёлтый аист»(Жиганов-Любовский, 2011)
- 6 симфоний (1964, 1970, 1975, 1980, 1990, 2003)
- 5 инструментальных концертов с симфоническим оркестром (для скрипки, для виолончели, для альта, для фортепиано, для фортепиано в 4 руки, для трубы)
- Музыка к трагедии Шекспира «Антоний и Клеопатра» — симфоническая сюита для оркестра с солистом.
- Симфоническая сюита «Из Моабитских тетрадей» для оркестра и солиста. Стихи М.Джалиля
- Симфониетта для струнного оркестра
- «Салонная музыка» для струнного оркестра с фортепиано
- Здравица для большого симфонического оркестра
- Кантата «Земную боль в слова облечь» по поэме Твардовского «По праву памяти» — для смешанного хора, симфонического оркестра и чтеца
- Кантата «Предчувствие весны» для детского хора с фортепиано (оркестром)
- «Мир природы» (слова Ф.Тютчева) — цикл для смешанного хора без сопровождения
- «Мысли»(слова Р. Хариса) — цикл для мужского хора без сопровождения
- Lacrimosa (памяти Сахарова) для большого симфонического оркестра с органом
- Трио (памяти артиста) для скрипки, виолончели и фортепиано
- Passionsmusik — для трубы, тромбона, органа и ударных инструментов
- Триптих Босха — для четырёх тромбонов, приготовленного фортепиано и ударных
- Divertisment (Меленький концерт для кларнета, фагота, фортепиано и ударных)
- Brass Quintet -для двух труб, валторны, тромбона и тубы
- 2 струнных квартета (№ 1, № 2)
- Litania — для струнного оркестра
- Инструментальные сонаты с фортепиано: для трубы, для скрипки, для тромбона, для флейты, для гобоя, а также для баяна, для вибрафона и литавр
- Игра стилей (Play on Styles)- 12 прелюдий и фуг для фортепиано от 12 тонов.
- Вокальные циклы для голоса и фортепиано: «Новый век», «Военные ветры», «Страна журавлиная», на слова Сергея Острового, «Из корейской народной поэзии СИЧЖО в переводе Анны Ахматовой», «Радость», «Марина»- три песни на слова Марины Цветаевой
- Циклы для фортепиано: «Багатели», «Романтические пьесы в 4 руки для фортепиано», «7 мимолётностей»,
- музыка для детей, музыка для драматического театра и другие произведения.

## Награды
- Заслуженный деятель искусств Татарстана (1983)
- Заслуженный деятель искусств России (1996)
- Лауреат Государственной премии Российской Федерации (2005) за балет «Сказание о Йусуфе».